# Kriegerdenkmal Gladau

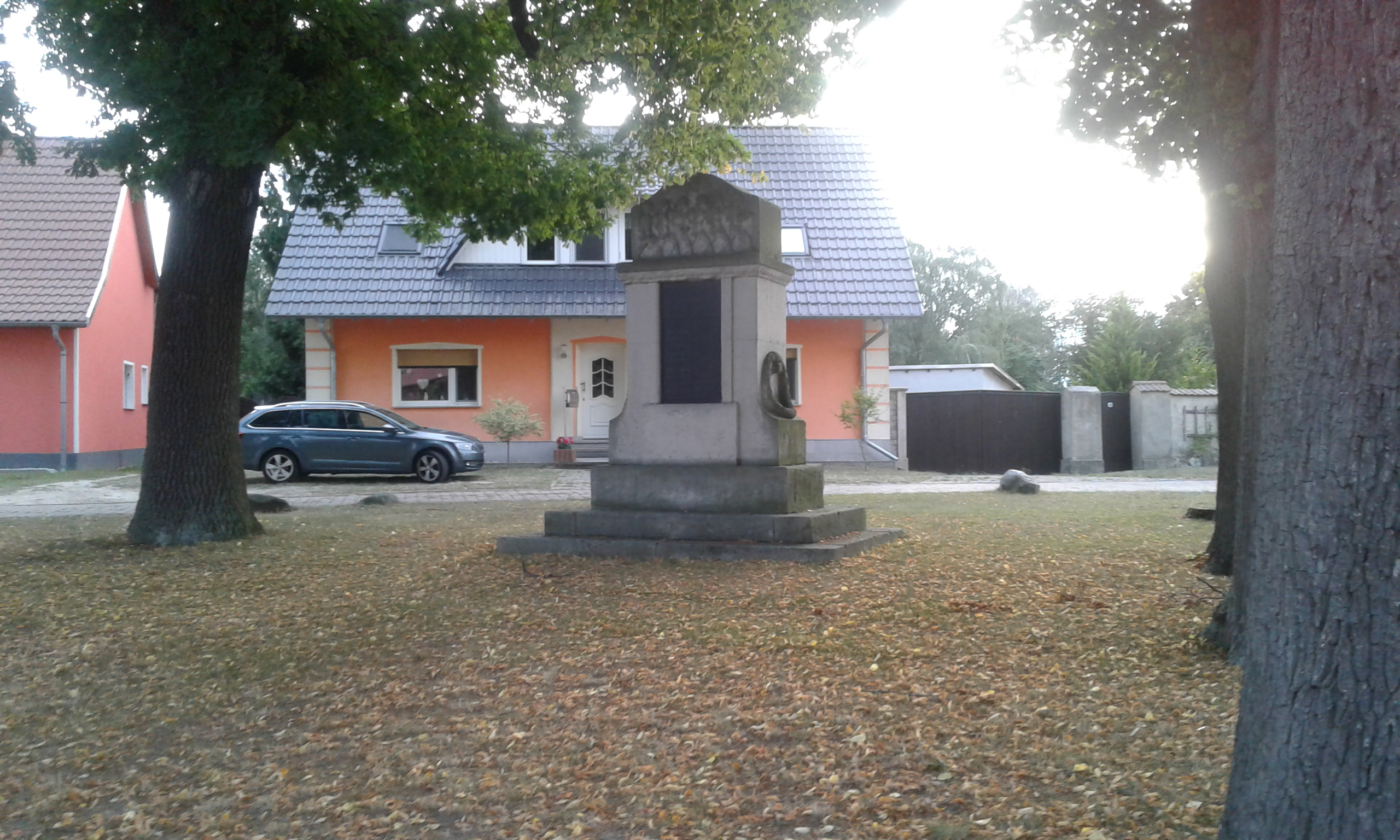
Kriegerdenkmal in Gladau

Das Kriegerdenkmal Gladau ist ein denkmalgeschütztes Kriegerdenkmal in der Ortschaft Gladau der Stadt Genthin in Sachsen-Anhalt. Im örtlichen Denkmalverzeichnis ist das Kriegerdenkmal unter der Erfassungsnummer 094 86881 als Baudenkmal verzeichnet.

## Lage
Das Kriegerdenkmal von Gladau befindet sich östlich er Kirche, auf einer Freifläche zwischen den Straßen Friedensstraße und Zum Bauerneck, in Gladau.

## Gestaltung
Es handelt sich bei dem Kriegerdenkmal um eine Stufenstele für die Gefallenen des Ersten Weltkriegs und des Zweiten Weltkriegs. In der Stele ist eine Inschriftentafel eingelassen.

## Inschriften

### Erster Weltkrieg
Aus Dankbarkeit gewidmet von der Gemeinde Gladau

Aus der Gemeinde Gladau starben den Heldentod

### Zweiter Weltkrieg
Zum Gedenken an die Gefallenen des 2. Weltkrieges 

## Quelle
- Gefallenendenkmal Gladau Online, abgerufen am 21. Juni 2017.